# リチャードソン・ヒッチンズ
リチャードソン・ヒッチンズ（Richardson Hitchins、1997年9月26日 - ）は、アメリカ合衆国のプロボクサー。ニューヨーク州ブルックリン区出身。現IBF世界スーパーライト級王者。

## 来歴

### アマチュア時代
ニューヨーク州ブルックリン区でハイチ人の両親のもとに生まれた。12歳からボクシングを始め、ニューヨーク州ゴールデン・グローブで2度優勝した。
2016年、リオデジャネイロオリンピックアメリカ代表の選考会に参加したが、ゲイリー・アントゥアン・ラッセルに敗れ代表入りを逃したため、両親の母国であるハイチ代表としてリオデジャネイロオリンピックのライトウェルター級(64kg)に出場したが、1回戦で再びゲイリー・アントゥアン・ラッセルに判定で敗れた。

### プロ時代
オリンピックへ観戦に訪れたフロイド・メイウェザー・ジュニアから才能を見出され、2017年にメイウェザー・プロモーションズと契約しプロに転向。
2017年3月4日、ニューヨークのバークレイズ・センターにてキース・サーマン対ダニー・ガルシアの前座でプロデビュー戦を行い、1回1分33秒TKO勝ち。
2022年9月、メイウェザー・プロモーションズを離れマッチルーム・スポーツと複数試合契約を結んだ。
2022年11月12日、オハイオ州クリーブランドのロケット・モーゲージ・フィールドハウスにてモンタナ・ラブ対スティーブ・スパークの前座でヨマール・アラモとIBF北米スーパーライト級王座決定戦を行い、8回終了時TKO勝ちを収め王座獲得に成功した。
2023年2月4日、ニューヨークのマディソン・スクエア・ガーデン内フールー・シアターにてアマンダ・セラノ対エリカ・クルスの前座でジョン・バウザとWBCアメリカ大陸スーパーライト級王座決定戦を行い、10回3-0の判定勝ちを収めIBF北米王座の初防衛およびWBCアメリカ大陸王座獲得に成功した。
2023年9月23日、フロリダ州オーランドのカリブ・ロイヤル・オーランドにてWBC世界スーパーライト級6位およびWBO世界スーパーライト級11位のホセ・セペダとWBC世界スーパーライト級シルバー王座決定戦とNABOスーパーライト級王座決定戦を行い、12回3-0の判定勝ちを収め両王座の獲得および2度目のIBF北米王座防衛に成功した。
2024年4月6日、ネバダ州ラスベガスのフォンテーヌブロー・ラスベガスにてIBF世界スーパーライト級7位のグスタボ・レモスとIBF世界スーパーライト級挑戦者決定戦を行い、12回3-0（117-111、115-113×2）の判定勝ちを収めIBF世界スーパーライト級王者スブリエル・マティアスへの挑戦権を獲得した。
2024年12月7日、プエルトリコ・サンフアンのロベルト・クレメンテ・コロシアムにてIBF世界スーパーライト級王者リアム・パロに挑戦し、12回2-1（111-117、116-112×2）の判定勝ちを収め王座獲得に成功した。

## 戦績
- プロボクシング：20戦 20勝 (8KO) 無敗

| 戦           | 日付           | 勝敗 | 時間    | 内容    | 対戦相手                           | 国籍           | 備考                                                     |
| ------------ | -------------- | ---- | ------- | ------- | ---------------------------------- | -------------- | -------------------------------------------------------- |
| 1            | 2017年3月4日   | ☆    | 1R 1:33 | TKO     | マリオ・アルベルト・ペレス・ナバロ | メキシコ       | プロデビュー戦                                           |
| 2            | 2017年4月22日  | ☆    | 4R      | 判定3-0 | アレクサンダー・ピコット           | プエルトリコ   |                                                          |
| 3            | 2017年10月14日 | ☆    | 4R      | 判定3-0 | ジョーダン・モラレス               | アメリカ合衆国 |                                                          |
| 4            | 2018年3月3日   | ☆    | 2R 2:15 | TKO     | チャールズ・スタンフォード         | アメリカ合衆国 |                                                          |
| 5            | 2018年4月21日  | ☆    | 1R 1:17 | KO      | アレクサンダー・チャルネコ         | プエルトリコ   |                                                          |
| 6            | 2018年9月8日   | ☆    | 6R      | 判定3-0 | セサール・バレンズエラ             | アメリカ合衆国 |                                                          |
| 7            | 2019年1月17日  | ☆    | 8R      | 判定3-0 | トレーシアン・ウィギンズ           | アメリカ合衆国 |                                                          |
| 8            | 2019年3月2日   | ☆    | 3R 終了 | TKO     | デビッド・モラレス                 | ニカラグア     |                                                          |
| 9            | 2019年5月18日  | ☆    | 3R 終了 | TKO     | アレハンドロ・ムネラ               | コロンビア     |                                                          |
| 10           | 2019年11月1日  | ☆    | 10R     | 判定3-0 | ケビン・ジョンソン                 | アメリカ合衆国 |                                                          |
| 11           | 2020年2月28日  | ☆    | 10R     | 判定3-0 | ニコラス・デロンバ                 | アメリカ合衆国 | WBA米大陸防衛1                                           |
| 12           | 2020年12月12日 | ☆    | 10R     | 判定2-1 | アルヘニス・メンデス               | ドミニカ共和国 |                                                          |
| 13           | 2021年12月18日 | ☆    | 10R     | 判定3-0 | マリク・ホーキンズ                 | アメリカ合衆国 |                                                          |
| 14           | 2022年5月21日  | ☆    | 4R      | TKO     | アンヘル・サリナナ・ロドリゲス     | メキシコ       |                                                          |
| 15           | 2022年11月12日 | ☆    | 8R 終了 | TKO     | ヨマール・アラモ                   | プエルトリコ   | IBF北米スーパーライト級王座決定戦                        |
| 16           | 2023年2月4日   | ☆    | 10R     | 判定3-0 | ジョン・バウザ                     | プエルトリコ   | WBC米大陸スーパーライト級王座決定戦 IBF北米防衛1         |
| 17           | 2023年9月23日  | ☆    | 12R     | 判定3-0 | ホセ・セペダ                       | アメリカ合衆国 | WBCシルバー・NABOスーパーライト級王座決定戦 IBF北米防衛2 |
| 18           | 2024年4月6日   | ☆    | 12R     | 判定3-0 | グスタボ・レモス                   | アルゼンチン   | IBF世界スーパーライト級挑戦者決定戦                      |
| 19           | 2024年12月7日  | ☆    | 12R     | 判定2-1 | リアム・パロ                       | オーストラリア | IBF世界スーパーライト級タイトルマッチ                    |
| 20           | 2025年6月14日  | ☆    | 8R 2:33 | TKO     | ジョージ・カンボソス・ジュニア     | オーストラリア | IBF防衛1                                                 |
| テンプレート |                |      |         |         |                                    |                |                                                          |

## 獲得タイトル
- WBC世界スーパーライト級シルバー王座
- WBC米大陸スーパーライト級王座
- IBF北米スーパーライト級王座
- NABOスーパーライト級王座
- IBF世界スーパーライト級王座（防衛1）